# Маковский сельсовет (Красноярский край)
Маковский сельсовет — сельское поселение в Енисейском районе Красноярского края.
Административный центр — село Маковское.

## Население
| 2010 | 2012 | 2013 | 2014 | 2015 | 2016 | 2017 |
| ---- | ---- | ---- | ---- | ---- | ---- | ---- |
| 308  | ↘297 | ↗301 | ↘289 | ↘286 | ↘275 | ↘273 |

## Состав сельского поселения
| № | Населённый пункт | Тип населённого пункта       | Население |
| - | ---------------- | ---------------------------- | --------- |
| 1 | Айдара           | деревня                      | ↘166      |
| 2 | Ворожейка        | деревня                      | ↘1        |
| 3 | Лосиноборское    | село                         | ↘21       |
| 4 | Маковское        | село, административный центр | ↘84       |
| 5 | Суханово         | деревня                      | ↘3        |

## Местное самоуправление
Маковский сельский Совет депутатов
Дата избрания: 14.03.2010. Срок полномочий: 5 лет. Количество депутатов:  7
Глава муниципального образования
- Земляной Александр Ефимович. Дата избрания: 14.03.2010. Срок полномочий: 5 лет